# Gökay Iravul
Gökay Iravul, né le 18 octobre 1992 à Denizli, est un footballeur turc qui évolue au poste de milieu centre à Fenerbahçe.

## Palmarès
- Champion de Turquie en 2011 avec Fenerbahçe